# Staatspark
Ein Staatspark (englisch State Park, span. Parque Estado, portugiesisch Parque Estadual) bezeichnet in mehreren Ländern Gebiete mit Natur- oder Kulturdenkmalscharakter, die von den Regierungen eines Bundesstaats unter besonderen Schutz gestellt wurden. Die entsprechenden Schutzgebiete in Kanada heißen Provincial Park oder Territorial Park und unterstehen den Provinzen und Territorien. Abgesehen davon, dass sie nicht der Kontrolle des Bundes unterstehen, unterscheiden sie sich von Nationalparks insofern, als sie in der Regel wesentlich kleiner sind und für den Tourismus eine eher untergeordnete Rolle spielen.

## Australien
Die meisten australischen Nationalparks stehen unter der Verwaltung des jeweiligen Staates. Zusätzlich werden jedoch von einigen Staaten Staatsparks ausgewiesen, die über einen geringeren Schutz verfügen.

## Brasilien
Nahezu alle Bundesstaaten in Brasilien haben Staatsparks ausgewiesen, die, obwohl zum Gebiet einer oder mehrerer Gemeinden zugehörig, deren Verwaltung entzogen sind. Beispiele für Staatsparks in Brasilien sind der Parque Estadual da Costa do Sol in Rio de Janeiro oder Parque das Dunas in Natal.

## Deutschland
In Deutschland werden Nationalparks durch die jeweilige Landesregierung ausgewiesen und entsprechen damit in etwa einem Staatspark. Parks der Staatlichen Verwaltungen einiger Länder werden ebenfalls als Staatspark bezeichnet, z. B. der Staatspark Fürstenlager in Hessen.

## Mexiko

### Alle Staatsparks von Mexiko
| |                                                                                           |                                                                                                 |                                                                                       |
| - Aguascalientes - Baja California - Baja California Sur - Campeche - Chiapas - Chihuahua - Coahuila - Colima | - Durango - Mexiko-Stadt - Guanajuato - Guerrero - Hidalgo - Jalisco - Mexiko - Michoacán | - Morelos - Nayarit - Nuevo León - Oaxaca - Puebla - Querétaro - Quintana Roo - San Luis Potosí | - Sinaloa - Sonora - Tabasco - Tamaulipas - Tlaxcala - Veracruz - Yucatán - Zacatecas |